# Sobradiel
Sobradiel – gmina w Hiszpanii, w prowincji Saragossa, w Aragonii, o powierzchni 12,06 km². W 2011 roku gmina liczyła 1029 mieszkańców.